# ユニバーサルリサイクルシンボル

ユニバーサルリサイクルシンボル

ユニバーサルリサイクルシンボル (universal recycling symbol) は、国際的に使用されるリサイクルのシンボルマークである。リサイクルマークなどとも呼ばれる。
3つの矢印で正三角形を構成する。

## 歴史
環境問題への世界的な注目から、1970年に最初のアースデーが開催された。リサイクル板紙の大手メーカーであるコンテナ・コーポレーション・オブ・アメリカ(CCA)は、環境問題への意識を高めるため、全国の高校・大学の美術・デザインの学生を対象として、リサイクルのシンボルマークのコンテストを後援した。当時南カリフォルニア大学の23歳の大学生だったゲイリー・アンダーソンの作品が最優秀作に選ばれ、そのマークは今日ユニバーサルリサイクルシンボルとして知られている。

## ライセンス
ユニバーサルリサイクルシンボルはパブリックドメインである。CCAは当初、このシンボルの商標登録を申請したが、幅広く使用されるようになったため、同社は後に請求を放棄することを決定した。そのため、誰でもこのシンボルを自由に使用し、または変更することができる。
シンボルの使用は一部の国では法律で規制されているが、世界に無数の変種が存在する。

## 変種
アンダーソンによる当初のデザインは、現在とは違い、下向きの正三角形であった。CCAはアンダーソンのデザインを元に、60度回転させて上向きの正三角形になるようにした。
アンダーソンによる当初案およびCCAによる変更のどちらも、3つの矢印のうち1つだけが下向き、残りの2つが上向きに折り曲げられ、全体で1回のひねりを持つメビウスの輪を構成するようなデザインになっている。しかし、今日使用されているほとんどの変種は、矢印が全て下向き（または全て上向き）に折り曲げられ、3回のひねりを持つメビウスの輪になっている。ひねりが1回だけの変種の場合、下向きに折れ曲がる矢印をどこに配置するかについては一定ではない。通常、矢印は時計回りに循環するように描かれる。
米国森林・製紙協会は、リサイクルシンボルの4種類の変種の使用を促進した。黒い輪郭で白抜きのシンボル、および、黒く塗りつぶしたシンボルは、その製品が「リサイクル可能」であることを示すのに使用した。丸の中にリサイクルシンボルを描いたマークは、その製品が「リサイクルされた素材」で作られたことを示すのに使用した。黒い丸に白のリサイクルシンボルは100%再生繊維、白い丸に黒のリサイクルシンボルは一部再生繊維を使用していることを示す。

## 樹脂識別コード
1988年、米国プラスチック産業会(SPI)は、製品や包装の製造に使用された主なプラスチック材料を示す樹脂識別コードを作成した。その目的は、リサイクル業者が回収された材料を選別するのを支援することであるが、樹脂識別コードの付いたプラスチック樹脂の全てがリサイクル可能であるとは限らない。
樹脂識別コードのシンボルはユニバーサルリサイクルシンボルに基づいているが、プラスチックの表面にエンボス加工しても判別可能なようにデザインが変更されている。矢印は、元のユニバーサルリサイクルシンボルのような3D様のものではなく、単なる曲がった矢印に変更されている。三角形の中に、素材の種類を表す1から7の数字が書かれる。
リサイクルコードは、金属・ガラス・紙・電池などのプラスチック以外の材料にも対応するように、樹脂識別コードを7より上に拡張したものである。

## 符号位置
Unicodeには、以下のユニバーサルリサイクルシンボルが収録されているほか、樹脂識別コードの7つの記号が収録されている。
- U+2672 ♲ universal recycling symbol
- U+267A ♺ recycling symbol for generic materials
- U+267B ♻ black universal recycling symbol
- U+267C ♼ recycled paper symbol
- U+267D ♽ partially-recycled paper symbol